# Sœurs du saint Nom de Jésus
Les Sœurs du saint Nom de Jésus (en latin : Congregatio Sororum Nominis Iesu) est une congrégation religieuse enseignante et hospitalière de droit pontifical. 

## Histoire
La congrégation est fondée le 10 décembre 1887 à Varsovie par Honorat de Biala et Marie Agnès Witkowska (pl) en religion Mère Françoise de Gethsémani, pour exercer un apostolat auprès des travailleuses et plus particulièrement des couturières.
À l'origine, les sœurs travaillent dans les usines pour s'occuper de la vie spirituelle des autres ouvrières ; plus tard, elles commencent également à se consacrer à l'éducation et à l'assistance aux orphelins.
L'institut est agrégé aux Frères mineurs capucins le 9 juin 1920, il reçoit le décret de louange le 7 février 1927 et ses constitutions obtiennent l'approbation définitive du Saint-Siège le 28 janvier 1946.

## Activités et diffusion
Le but principal de l'institut est l'assistance morale et matérielle des travailleuses ; les sœurs se consacrent également à l'enseignement ainsi aux soins des malades et des personnes âgées.
Elles sont présentes en :
- Europe : Pologne, Lituanie[4].
- Afrique : Namibie[5].

La maison-mère est à Varsovie. 
En 2017, la congrégation comptait 184 sœurs dans 27 maisons.